# NGC 5860
NGC 5860 sind zwei 13,2 mag helle Linsenförmige Galaxien vom Hubble-Typ S0+S0 im Sternbild Bärenhüter. Ihre Wechselwirkung ist in großen Teilen bereits zu „Kontakt und Durchdringung“ übergegangen. 
Sie wurden am 17. April 1830 von John Herschel entdeckt.